# Horvát mártírok temploma (Udbina)
A Horvát mártírok temploma (horvátul: Crkva hrvatskih mučenika) Horvátországban a Lika-Zengg megyei Udbina város legmodernebb és legnagyobb római katolikus temploma.

## Története
A templom gondolata az összes horvát szenvedő és vértanú áldozatának emlékhelyeként fogalmazódott meg, akik a szabadság és az önálló horvát állam kivívásáig szenvedtek, vagy életüket adták a horvát nép szabadságáért. Az építés kezdeményezője 2002-ben Mile Bogović gospić-zenggi püspök volt, aki különböző kormánytisztviselőkkel folytatott megbeszéléseken gyakran beszélt arról, hogy meg kell emlékezni 1493. szeptember 9-i korbávmezei csata nagy szenvedéseiről, amelyeket az előző generációk különféle történelmi körülmények miatt elmulasztottak, és amely nagy nemzeti kötelezettség. Az ötlet mind a megyében, mind a kormány környezetében lelkes támogatásra talált. 2003. február 12-én Mile Bogović püspök ismertette az ötletet a Horvát Püspöki Konferencia Állandó Tanácsában, melyet a tanács is támogatott. A nevet Josip Bozanić érsek, a konferencia elnöke javasolta. Legyen a horvát vértanúk temploma. 2004. április 17-én pályázatot írtak ki az udbinai horvát vértanúk templomának építészeti és városi koncepcióterv kidolgozására.
A leendő templom alapkövét az 1185-ben alapított korbáviai püspökség székesegyházának alapjaiból vették ki. A követ 2003. június 8-án áldotta meg II. János Pál pápa horvátországi látogatása során Trsaton és 2005. szeptember 9-én helyezték el ünnepélyesen az udbinai horvát vértanúk egyházának alapjaiba. A templom építési munkálatait az egyház részéről Gospić-Zengg püspöke felügyelte. A templom végül 2010-ben készült el és 2010. szeptember 11-én áldották meg ünnepélyesen mintegy 15 000 zarándok jelenlétében. A felszentelési misét Vinko Puljić bíboros, vrhbosnai érsek vezette. Szeptember minden második szombatján, illetve 2012 óta augusztus minden utolsó szombatján sok hívő látogatja ezt a helyet, ahol a központi szentmise mellett számos más vallási és kulturális programot, valamint egy nagy vásárt is tartanak.
Az építés megkezdésének 10. évfordulója alkalmából 2015. augusztus 29-én áldották meg Kuzma Kovačić horvát akadémikus szobrászművész "A horvát mártírok dicsősége" című oltárdomborművét. A dombormű egyfajta triptichon, mely három részből álló egész. A három domborműben, ugyanaz a tartalom van összekötve egyetlen kompozícióban. Mindhárom dombormű alsó részén a földi, a felsőben pedig a mennyei valóság ábrázolása látható.

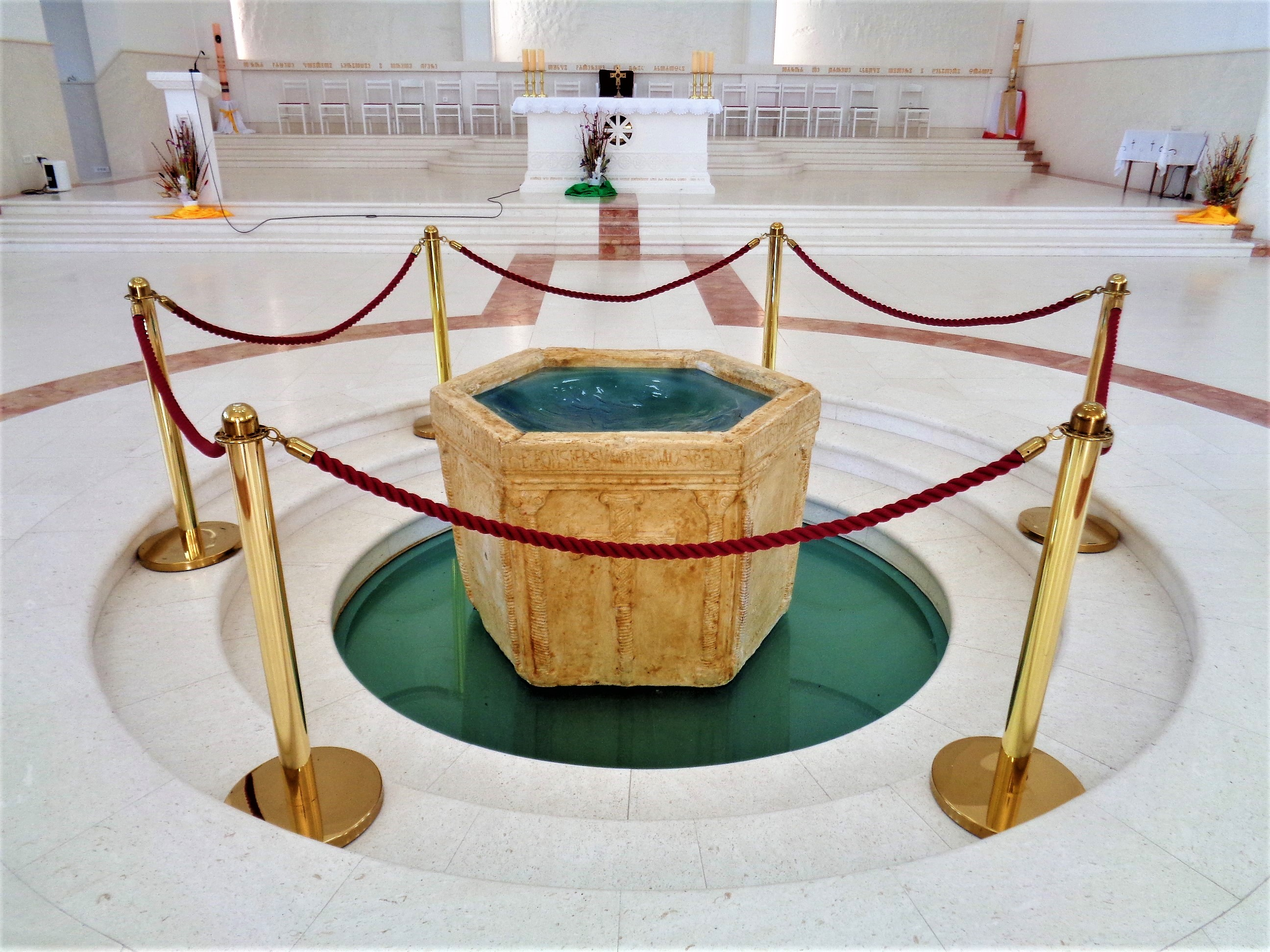
Višeslav keresztelőkútja a templom közepén

A dombormű középső része a legmagasabb (hét és fél méter magas). Ennek alsó részén a korbávmezei csata, bal oldalán a bleiburgi mészárlás és a horvát keresztút a második világháború végén, a jobboldalon pedig a horvátországi háborúban a szerbek által végrehajtott vukovári mészárlás látható. A domborművek felső részén számtalan vértanú van ábrázolva, akik feltámadott Krisztus dicsőségében a Szentháromság közösségében élnek. Krisztus és a Szentháromság ábrázolása plaszticitásával uralja az egész kompozíciót. A templom közepén Višeslav horvát fejedelem kora középkori keresztelőkútjának másolata áll, melyet 1853-ban a velencei Giudeccha szigetének Szent Megváltó kolostorában találtak és eredetileg valószínűleg a nini keresztelőkápolnában állt.

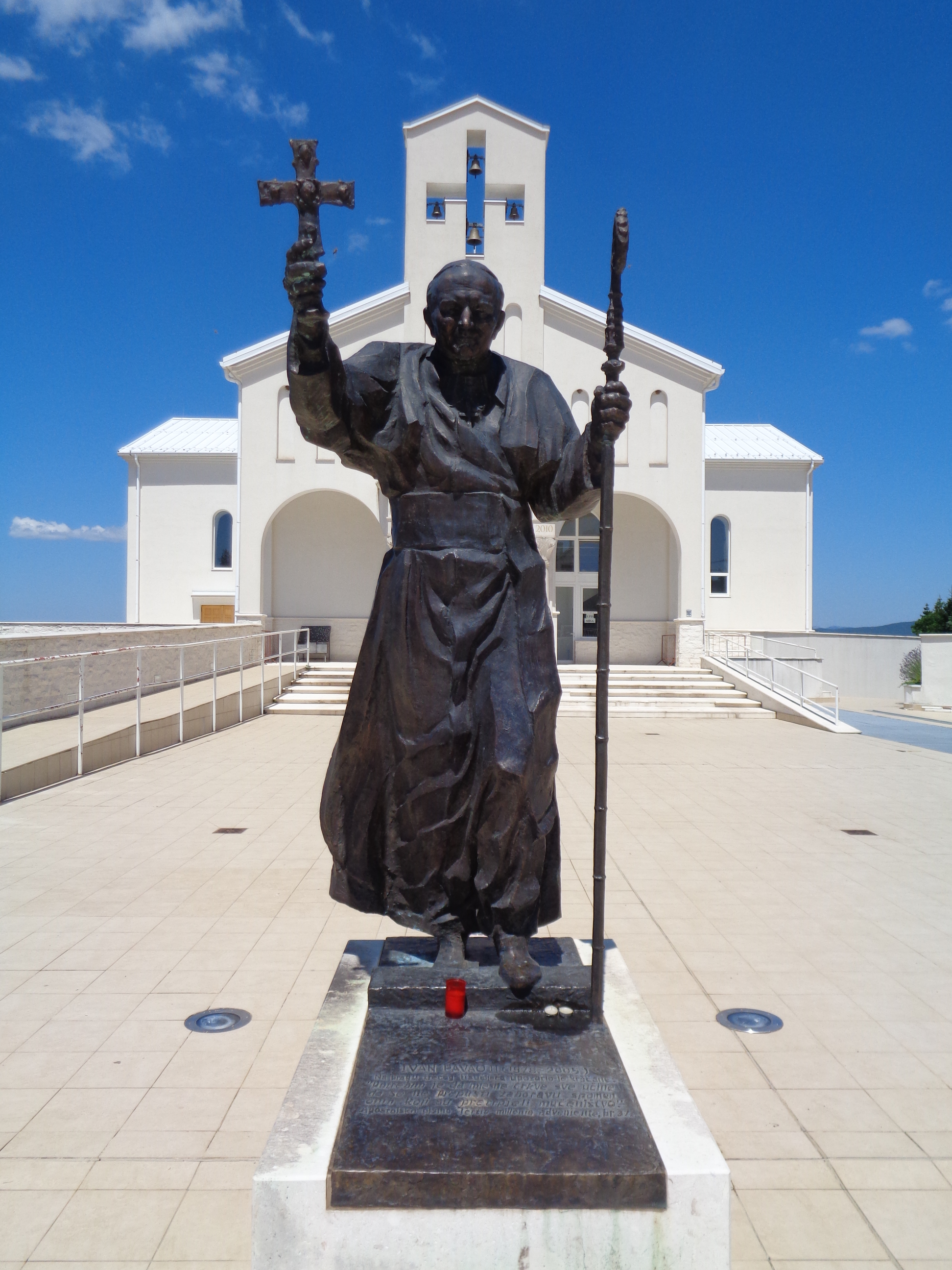
II. János Pál szobra

A templom előtti téren II. János Pál pápa szobra áll, lábánál a pápa szavaival: „Ne felejtsék el a nemzetek a mártírhalált elszenvedetteket.” A szobor azt a pápát ábrázolja, amely a harmadik évezred küszöbét átlépve keresztet emel a jobb jövő reményének jeleként. A pápa által kézben tartott kereszt a korbáviai püspököknek a 13. század elején készített aranykeresztjéről készült másolat, a pásztorbot a püspökök a 15. századi pásztorbotjának másolata. A pápa szobrát 2011. szeptember 7-én, Kőrösi Szent Márk horvát vértanú ünnepén avatták fel.
A horvát vértanúk temploma körül emlékpark található. A tervek szerint egy nagy emlékfalat építenek, amelyben minden horvát kivégzési hely, halálozási hely és tömegsír emlékkövét elhelyezik. Ennek a falnak a neve a Szent Keresztért és a szabadságért, hitükért, népükért és hazájukért elesett áldozatok emlékműve.
Két emelettel a templom alatt múzeum található, amelyet a jövőben régészeti múzeumként szándékoznak létrehozni. A kiállítások régészeti gyűjteménye részben a gospići Lika Múzeumban látható, más részét a zárai Régészeti Múzeumban dolgozzák fel. Udbinában és környékén, több helyszínen is folynak a feltárások, melynek leleteit egyancsak itt szándákoznak elhelyezni.

## Galéria
- A keresztelőmedence
- A templom belseje

## Fordítás
Ez a szócikk részben vagy egészben  a   Crkva hrvatskih mučenika na Udbini című horvát Wikipédia-szócikk ezen változatának fordításán alapul.  Az eredeti cikk szerkesztőit annak laptörténete sorolja fel. Ez a jelzés csupán a megfogalmazás eredetét és a szerzői jogokat jelzi, nem szolgál a cikkben szereplő információk forrásmegjelöléseként.